# Daniel Lisulo
Daniel Muchiwa Lisulo (ur. 6 grudnia 1930, zm. 21 sierpnia 2000) – zambijski prawnik i polityk, premier Zambii w latach 1978–1981.
Urodził się 6 grudnia 1930 w mieście Mongu, w zachodniej części kraju. Studiował na Loyola College w Ćennaj, w Indiach. W latach 1964–77 był dyrektorem Banku Zambii. W latach 1977–83 był członkiem Parlamentu, 15 czerwca 1978 został premierem, urząd piastował do 18 lutego 1981. Należał do Zjednoczonej Narodowej Partii Niepodległości (UNIP). Zmarł 21 sierpnia 2000 w Johannesburgu w Republice Południowej Afryki.